# Церковь Тихона Задонского (Елец)
Це́рковь Святи́теля Ти́хона Задо́нского (Ти́хоновская кладби́щенская це́рковь) — третий православный храм Троицкого мужского монастыря в городе Ельце.
Храм устроен в 1873 году над прахом почётных граждан Ельца — Александра Петровича и Любви Матвеевны Петровых, их сыновьями Александром и Петром. Разобран для кирпича вскоре после образования в стенах монастыря пролетарской коммуны в 1919 году.

## История
Между Тихвинским храмом и Троицким собором, несколько к востоку, на монастырском кладбище была устроена третья каменная церковь. Небольшой однопрестольный тёплый храм был выстроен с разрешения епархиального начальства над прахом Александра Петровича и Любви Матвеевны Петровых — потомственных почётных Елецких граждан — их сыновьями Александром и Петром Петровыми. Престол освящён настоятелем обители архимандритом Флорентием 13 июня 1873 года во имя Святителя и Чудотворца Тихона Задонского.
После ликвидации Троицкого монастыря в 1919 году, Тихоновская кладбищенская церковь была занята образованной в монастыре пролетарской коммуной. В 1920-х годах храм был разобран, оставшийся кирпич использовался коммунарами для строительства молочной фермы и скотного двора.

## Архитектура и внутреннее убранство
Церковь имела следующие размеры: длина — 10 аршин (7,71 метра), ширина — 6 аршин, высота 6 аршин. Окна — 5, размером 3 на 1,5 аршина и 2 окна размером 2 на 1 аршин. Колокольня четырёхъярусная, высотой 27 аршин. Стены как внутри, так и снаружи были оштукатурены. Крыша покрыта листовым железом и окрашена медянкой, глава покрыта белой английской жестью и увенчана вызолоченным крестом. Храм отапливался голландской печью.
Иконостас был деревянный, с вызолоченной резьбой изящной работы, высотой в 3 аршина, шириной — 6 аршин. Церковь хранила святые иконы художественной живописи, выполненные художником А. Малышевым: в алтаре на горнем месте «Воскресение Христово», с северной стороны преподобного Феодора, с южной — преподобного Киприана.
Изображений храма не сохранилось.